# Arena (insect)
Arena is een geslacht van kevers uit de familie van de kortschildkevers (Staphylinidae).

## Soorten
- Arena fultoni Cameron, 1945
- Arena tabida (Kiesenwetter, 1850)